# Ceratogyrus attonitifer
Ceratogyrus attonitifer es una especie de tarántula del género Ceratogyrus, de la familia Theraphosidae, orden Araneae. Fue descrita por Engelbrecht en 2019.
Se distribuye por África: Angola. Fue publicada en New collection records for Theraphosidae (Araneae, Mygalomorphae) in Angola, with the description of a remarkable new species of Ceratogyrus. African Invertebrates 60(1): 1-, 13.